# Marian Forma
Marian Forma (ur. 31 lipca 1944 w Kielcach) – polski kolarz szosowy, medalista mistrzostw Polski.
Był zawodnikiem klubu SHL Kielce (1961-1969) z przerwą na służbę wojskową w Legii Warszawa (1966-1967). W swojej karierze dwukrotnie zwyciężał w Małopolskim Wyścigu Górskim (1965, 1968) raz w Wyścigu Pasmami Gór Świętokrzyskich (1968). Był wicemistrzem Polski w wyścigu górskim (1964) i indywidualnym wyścigu szosowym ze startu wspólnego (1965). W barwach Legii dwukrotnie sięgnął po mistrzostwo Polski w wyścigu drużynowym na 100 km (1966, 1967).
W Tour de Pologne w 1968 zajął drugie miejsce w klasyfikacji końcowej, a przez sześć etapów jechał w koszulce lidera wyścigu. W 1969 startował w Wyścigu Pokoju, zajmując 22. miejsce. W 1966 zajął 69. miejsce w wyścigu szosowym mistrzostw świata w kolarstwie.
Po zakończeniu kariery sportowej był m.in. działaczem Świętokrzyskiego Związku Kolarskiego, a w latach 2000–2002 prezesem klubu Cyclo-Korona Kielce.